# زهير بن عبد شمس
زهير بن عبد شمس بن أبي عوف بن عويف بن مالك بن ذبيان بن ثعلبة بن عمرو بن يشكر بن علي بن مالك بن سعد بن نذير بن قسر بن عبقر بن أنمار البجلي، وتذكر المراجع أن والده عبد شمس عندما قدم إلى الرسول صلى الله عليه وسلم لإعلان إسلامه، سماه النبي صلى الله عليه و سلم عبد الله بدلاً من عبد شمس، فهو ابن الصحابي عَبْدُ اللّهِ بنُ أَبِي عَوْف بن عُوَيْف البَجَلِي. ذَكَرَهُ ابْنُ الْكَلْبِيّ والطبري في الصحابة.

## معركة القادسية
شارك زهير بن عبد شمس المالكي البجلي في معركة القادسية  مع قومة بجيلة بقيادة الصحابي الجليل جرير بن عبدالله المالكي البجلي ويقول البلاذري صاحب (فتوح البلدان) أن زهير بن عبد شمس بن عوف البجلي هو الذي نال شرف قتل (رستم) قائد جيوش الفرس بمعركة القادسية الشهيرة المعروفة باسم يوم القادسية ، وقد أنشد زهير البجلي بعد قتله رستم فرخزاد: